# Iglesia de San Pedro (Peñaflor)
La iglesia de San Pedro de Peñaflor (Provincia de Sevilla, España) es templo católico de este pueblo que constituye un ejemplo destacado de arquitectura barroca en tránsito hacia el neoclasicismo. Fue construida en el siglo XVIII en el mismo emplazamiento en que se ubicaba la antigua parroquia mudéjar dañada por el terremoto de Lisboa de 1755. El proyecto inicial se atribuye al arquitecto sevillano Antonio de Figueroa y Ruiz y al maestro de obras ecijano Antonio Caballero; la terminó José Echamorro, el primer arquitecto neoclásico de la diócesis de Sevilla.
El edificio, está situado en la plaza principal de la población, se encuentra exento como un volumen único del cual sobresalen la cúpula del crucero y la
torre. Además de valores históricos y artísticos hay que considerar su importancia como elemento configurador de la trama urbana.

## Descripción
El templo posee planta rectangular con tres naves y crucero. Las naves son de tres tramos con soportes de pilares con pilastras adosadas sobre los que descansan arcos
de medio punto. En la cabecera, de testero plano, se adosa una crujía para albergar la sacristía y otras dependencias; a los pies de las naves se ubica el coro, la capilla bautismal y la torre.
Las naves se cubren con bóvedas baídas, al igual que la capilla mayor y los brazos del crucero; las capillas existentes a ambos lados de la capilla mayor lo hacen con bóvedas semiesféricas sobre pechinas, la capilla bautismal con bóveda elíptica y el crucero con cúpula sobre tambor octogonal en el que se abren ventanas, rematándose por una pequeña linterna. Al exterior las naves presentan cubiertas de tejas a dos aguas sobre las que se abren mansardas, tres a cada lado, rematadas por frontón roto y pináculos. Las de la cabecera son de tejas a tres aguas.
La decoración del interior de las naves se resuelve mediante un gran friso con triglifos y una cornisa volada que las recorre en toda su longitud; el interior de la cúpula es de yeserías con estípites y cartelas. La capilla sacramental se decora con pinturas al fresco realizadas en este siglo por Rafael Blas Rodríguez.
Presenta dos portadas situadas en las fachadas norte y sur. La portada de la fachada sur está flanqueada por columnas corintias sobre las que se dispone un entablamento y un frontón curvo partido en cuyo centro aparece el escudo parroquial; la de la fachada norte, de composición semejante, está flanqueada por pilastras toscanas y rematada por frontón recto partido en su centro.
La torre, que está situada en el ángulo suroeste, presenta cuatro cuerpos siendo el tercero de planta octogonal decorado con columnas y balaustradas y el último circular rematado con columnas de material cerámico y veleta.
Fue restaurada en el año 2012 debido al desprendimiento de una parte del techo cerca de la cúpula de la iglesia.